# Karpiwka (obwód dniepropetrowski)
Karpiwka (ukr. Карпівка) – wieś na Ukrainie, w obwodzie dniepropetrowskim, w rejonie krzyworoskim, siedziba hromady. W 2001 liczyła 836 mieszkańców, spośród których 785 wskazało jako ojczysty język ukraiński, 37 rosyjski, 4 mołdawski, 2 białoruski, 4 gagauski, a 4 inny.

## Urodzeni
- Pawło Łazarenko